# Географія Тернопільської області
Географія Тернопільської області — частина географії України, що пов'язана із об'єктами в межах сучасної Тернопільської області.

## Географічне положення

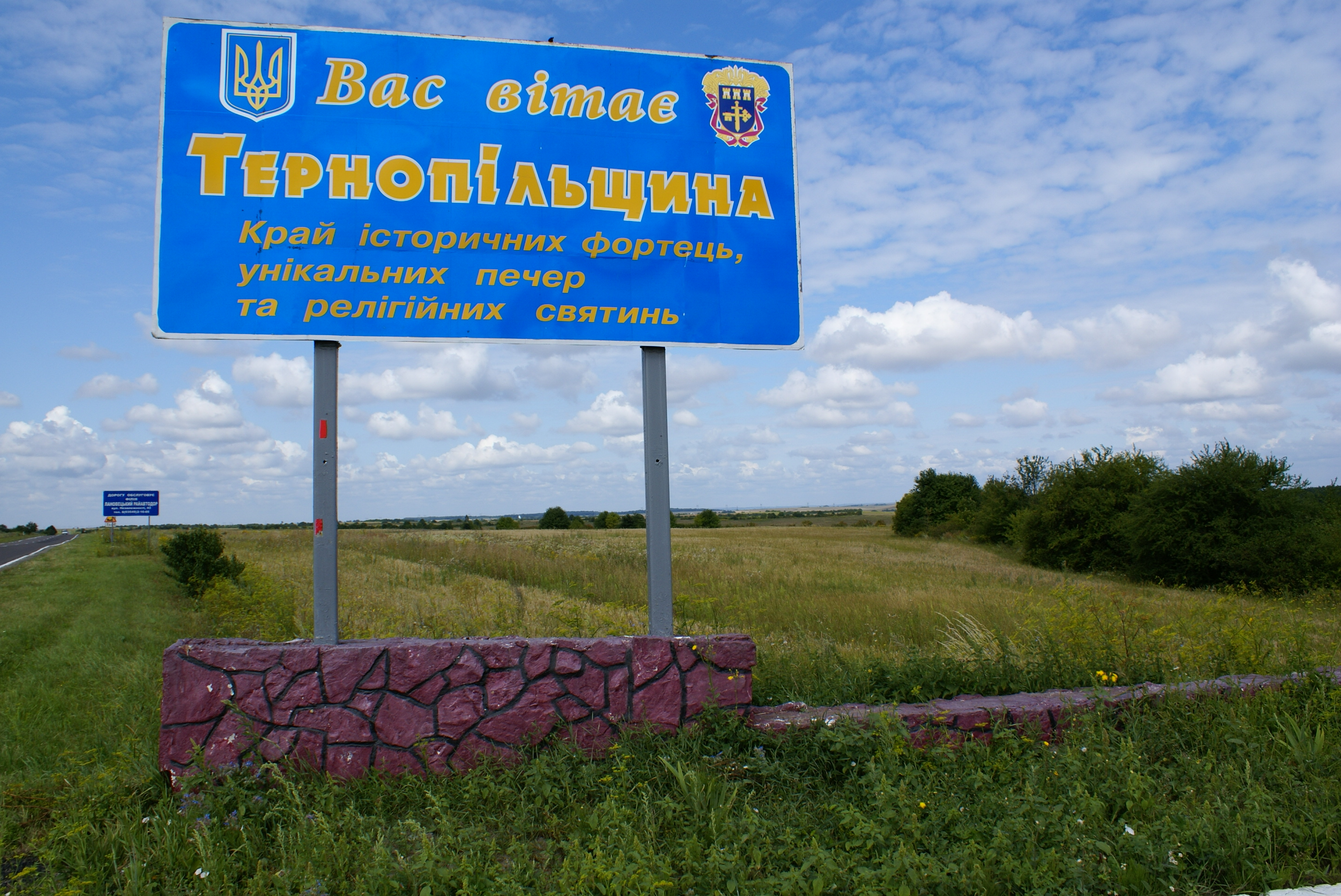
Знак на в'їзді в Тернопільську область (на межі Шумського та Лановецького районів Тернопільської та Білогірського району Хмельницької області, поблизу с. Радошівка)

Тернопільська область розташована у західній частині України, межуючи на півночі з Рівненською, на півдні з Чернівецькою, на південному заході з Івано-Франківською, на заході з Львівською, на сході з Хмельницькою областями України. Тернопільщина розташована неподалік українського кордону з Польщею, Словаччиною, Угорщиною і Румунією.

## Дослідження

### Атласи і карти
1-й рукописний варіант атласу Тернопільщини підготували в 2-й пол. 1980-х викладачі природничного факультету Тернопільського педагогічного інституту (нині ТДПУ) під керівництвом Й. М. Свинка, однак він не був надрукований.
«Навчально-краєзнавчий атлас Тернопільської області» (2000), орієнтований на вивчення географії краю та туристично-екскурсійну діяльність, підготували до друку викладачі географічних факультетів Львівського національного університету та ТДПУ; в ньому на 24 сторінках опубліковано 42 карти різної тематики з довідковими матеріалами.
2001 у вид-ві «Мапа» вийшов з друку «Географічний атлас Тернопільської області», призначений для ЗОШ 2-го ступеня. Змістовий матеріал для карт атласу підібрали викладачі географічного факультету ТДПУ під керівництвом професора Ольги Заставецької. В ньому вміщено 20 карт з пояснювальними текстами, малюнками та фотографіями, що відображають адміністративно-територіальний устрій, природу, населення, культуру краю.

## Географічне положення
Тернопільська область займає площу 13 800 км², що становить 2,3 % території України. За цим показником займає 23 місце серед інших областей України (меншими є тільки Закарпатська і Чернівецька області).
За конфігурацією території Тернопільщина нагадує трикутник з основою на сході та вершиною — на заході.

### Крайні точки і протяжність
Крайня північна точка області — село Переморівка — розташоване в Шумському районі та має координати 50°13′ пн. ш. 26°12′ сх. д. / 50.217° пн. ш. 26.200° сх. д.. Крайня південна точка — село Білівці Борщівського району — має координати 48°31′ пн. ш. 26°21′ сх. д. / 48.517° пн. ш. 26.350° сх. д.. Крайня західна точка — село Дуляби — розташована в Бережанському районі і має такі координати: 49°32′ пн. ш. 24°42′ сх. д. / 49.533° пн. ш. 24.700° сх. д.. Крайня східна точка — село Окопи Борщівського району — має координати 48°32′ пн. ш. 26°24′ сх. д. / 48.533° пн. ш. 26.400° сх. д.
Протяжність області з півночі на південь — 195 км, із заходу на схід — 129 км.

### Межі Тернопільської області
У сучасних межах Тернопільська область сформована 1940 року. Після того адміністративні кордони області не змінювались.

## Рельєф
Тернопільська область займає західну частину Подільської височини. Рельєф її рівнинний. Поверхня області (на південь від Товтрів) має нахил з півночі на південь. Решта її території нахилена у північно-східному напрямку. Абсолютні висоти коливаються від 443 м (гора Попелиха біля села Мечищів Бережанського району) до 116 м (у місці впадіння Збруча у Дністер).
На території області можна виділити кілька рельєфних структур:
- Тернопільське плато — займає центральну частину області. Поділене долинами річок Серету, Гнізної та Стрипи. Це найбільш рівнинна частина області з абсолютними висотами на півночі 80-400 м, на півдні — 300—350 м.
- Опілля (Подільське горбогір'я) — розташоване у західній частині області. Це найбільш піднята і розчленована територія області. Відносні висоти сягають 200 метрів. Тут розташована гора Попелиха заввишки 443 м — найвища точка Тернопільщини.
- Кременецькі гори (Кременецьке горбогір'я) — розташовані у північній частині області. Їхній північний схил крутий, а південний більш пологи. Горби піднімаються до 190 м і мають вигляд гір-останців. Це гора Бона, яка тут є найвищою (408 м), Божа, Дівочі Скелі, Скелі Словацького та інші. Територія розчленована значною кількістю ярів і балок.
- Товтровий кряж (Медобори) — простягається з північного заходу на південний схід від сіл Чорний Ліс і Загір'я до містечка Гусятина. Цей бар'єрний риф складається з вапняків, які піднімаються над поверхнею на 50-60 м. Тут поширений карст, що зумовлює утворення печер. Основні гори: Крайній Камінь (431 м), Зембова, Сабариха, Скала (417 м), Гостра Могила (398 м), Вікно, Богит (417 м). Найвища вершина — гора Нижній Камінь (Крайній Камінь) (431 м).
- Авратинська височина — знаходиться між Медоборами і Кременецькими горами. Поверхня її слабохвиляста. Абсолютні висоти досягають 350 метрів.
- Мале Полісся — займає північно-західну частину області. Рельєф низовинний, плоский. Висоти становлять 210—250 м. На формування рельєфу помітний вплив мав льодовика. У долинах річок поширене значне заболочення.
- Придністровська рівнина — займає південну частину області і є найбільш зниженою її частиною. Розчленована каньойоподібними долинами річок, трапляються яри та балки. Поширені карстові форми рельєфу: печери, улоговини.

### Основні вершини
| Гора                           | Висота, м | Рельєфна структура | Найближчий населений пункт | Адміністративне входження | Район        |
| Попелиха                       | 443       | Опілля             | Молохів                    | Мечищівська сільська рада | Бережанський |
| Нижній Камінь (Крайній Камінь) | 431       | Медобори           | Хомівка                    | Мшанецька сільська рада   | Зборівський  |

## Геологія
Територія Тернопільської області розташована на Волино-Подільській плиті Східноєвропейської платформи. На глибині 1500-3000 м залягає докембрійський кристалічний фундамент, поверх якого залягають осадові породи.
Найдавнішими відкладами, які виходять на поверхню, є породи верхнього силуру (у долині Дністра, нижче по течії від села Дністрове і до Збруча). Вони представлені доломітами, доломітовими мергелями, вапняками, аргілітами і алевролітами. Девонські породи залягають на силурійських породах і трапляються на захід від села Дністрове в долині Дністра, а також у долинах його приток (Золотої Липи, Стрипи, Серету, Коропця, Нічлави). Представлені вони доломітами, вапняками, червоноколірними пісковиками, глинами й аргілітами.
З періодів мезозою на Тернопільщині виходять на поверхню породи юри і крейди. Зокрема, породи юрського періоду трапляються в південно-західній частині області, а також у долинах Дністра і його приток (Золотої Липи та Коропця). Вони представлені глинами, аргілітами, пісковиками, доломітами, вапняками і конгломератами. Породи крейдового періоду найпоширеніші на Малому Поліссі, а також у долинах річок басейну Прип'яті, Золотої Липи, Коропця, верхів'їв Серету і Стрипи. Це — вапняки, пісковики, мергелі, писальна крейда та крейдоподібні вапняки і мергелі.
Найбільшу площу Тернопільської області покривають породи кайнозою. Представлені породи з усіх його періодів. Породи палеогену не мають значної товщини і залягають у долинах Вілії та Горині. Це — піски, пісковики і мергелі. Найпоширенішими відкладами у Тернопільській області є породи нижнього неогену. Вони представлені пісками, глинами, пісковиками, вапняками, гіпсами, мергелями і бурим вугіллям.

### Історія формування поверхні
Суходіл на території сучасної Тернопільщини почав формуватися ще в археї; а в кінці силуру, коли тут був тропічний клімат, море, назване Сарматським, наступило на сушу і затопило майже всю Волино-Подільську плиту, яка перетворилася на дно неглибокого моря. Південна частина області стала приморською рівниною з розгалуженою річковою мережею.
У кінці девону на території області внаслідок підняття встановився континентальний режим клімату, і так тривало аж до середини юрського періоду, коли основна частина нинішньої території області, крім заходу, стала сушею.
У крейдовому періоді відбулися коливальні рухи земної кори, і знову море наступило на Волино-Подільську плиту.
У кінці мезозою — на початку кайнозою територія області знову піднялася і стала суходолом. У палеогені відбулося опускання земної кори, і цю територію знову затопило море.
У неогені Сарматське море займало уже південну частину області. Уздовж східного узбережжя моря відбулося формування бар'єрного рифу (теперішні Товтри) із скелетів молюсків, коралів, червів, різноманітних водоростей. Унаслідок горотворення в Карпатах територія Волино-Подільської плити почала підніматися і море відступило. У цей час встановився континентальний режим клімату. Відтоді поверхня Тернопільщини не зазнавала суттєвих змін і формувалася під впливом вивітрювання, поверхневих і підземних вод, вітру, зледеніння, господарської діяльності людини.

### Геоморфологічна будова і антропогенові відклади

#### Антропогенові відклади
Більшу частину області займають леси та лесоподібні відклади (суглинки та супіски). У районі Малого Полісся поширені малопотужні елювіальні та делювіальні суглинки і супіски з уламками карбонатних порід. У західній частині області (на Опіллі) поширені сольові та сольово-делювіальні відклади лесового типу та малопотужні суглинки і супіски з включеннями грубоуламкового матеріалу. В районі Медобор поширені елювіальні та делювіальні відклади вершин і схилів Товтр, це суглинки, супіски і піски з уламками вапняків, щебенювато-брилові нагромадження. В долинах річок поширені алювіальні відклади: суглинки, супіски, піски, галька. Відклади мінеральних карбонатних джерел (травертини) трапляються в долинах Стрипи, Серету, Джурину.

#### Геоморфологічна будова
В області виділяють три геоморфологічні регіони: Мале Полісся, Поділля і Опілля.
Мале Полісся представлене денудаційними плоскохвилястими, слабкохвилястими та місцями східчастими рівнинами. На них насувався льодовик. Трапляються піщані горби — «гриви»; де-не-де трапляються горби-останці та улоговини карстового походження.
Більшу частину території Поділля займають лесові плато. На півночі та в середній частині річкові долини тут слабо врізані — до 80-100 м. На півдні річкові долини розчленовані значно сильніше — до 150 м і більше. У південній частині — Придністер'ї — поширені карстові форми рельєфу: печери, озера, лійко- та блюцеподібні пониження. Тут же значно поширені яри та глибоко врізані каньйоноподібні долини річок.
Вододільні структурно-денудаційні височини, слабко перетворені нагромадженням лесових відкладів, займають територію Кременецьких гір та Медоборів. У Кременецьких горах багато уступів, улоговин, ярів, яроподібних долин і гір-останців. Товтровий кряж складається з вапнякових горбів і гряд із значними уступами з південної сторони.
Геоморфологічний район Опілля складається з платоподібних рівнин з глибоко врізаними річковими долинами, ярами, балками, лійко- та блюдцеподібними пониженнями карстового походження.

### Гідрогеогогія
Тернопільська область належить до Волино-Подільського артезіанського басейну, розташованого на південно-західній околиці Східно-Європейської платформи. У межах області підземні води мають широке розповсюдження і є основними джерелами водопостачання.
Ґрунтові води залягають на глибині 4-10 м. Запаси підземних вод є в трьох водоносних горизонтах, які розташовані на глибині 5-16 м, 30-40 м і 60-80 м. Ці води використовують для господарських і побутових потреб населення, промислових і сільськогосподарських підприємств. У більш глибоких горизонтах трапляються мінералізовані води.

## Клімат
Клімат Тернопільщини помірно континентальний, дещо вологіший, ніж у східних областях України. Радіаційний режим залежить від висоти Сонця, тривалості дня та сонячного сяйва, пов'язаних з географічною широтою. Оскільки область витягнута з півночі на південь майже на 200 км, то вона нагрівається нерівномірно: північна і центральна її частини одержують менше тепла, південна — більше.
Радіаційний баланс на території області додатній і змінюється від 39 до 41,5 ккал/см2 упродовж року. У літні місяці (зокрема, в червні й липні) він є найвищим, а в зимові (зокрема, в грудні та січні) — найнижчий.
Значний вплив на клімат області мають циркуляційні процеси океанічних і континентальних повітряних мас. Перші з них проникають у вигляді циклонів з Атлантичного океану. Холодні арктичні повітряні маси, які проникають на територію області з півночі, зумовлюють пізні весняні та ранні осінні приморозки.
Взаємодія різних природних чинників зумовлює формування на території області помірно-континентального клімату з нежарким літом, м'якою зимою і достатньою кількістю опадів.
Середня температура січня коливається від –5,6° С (у північній частині області) до –4,5° С (у південній частині). Середня температура липня +18 — +19° С. Максимальні температури сягають +39° С.
У межах області випадає достатня кількість опадів (550 мм за рік). Найбільше їх випадає на заході та північному заході, найменше — на крайньому південному сході. Переважна більшість опадів (70-75 %) випадає у теплий період року.

### Абсолютний максимум температур
Абсолютний максимум температур для метеостанцій Тернопільської області:
- місто Чортків — +38,8° С,
- місто Тернопіль — +36° С (обидва — серпень 1946);
- місто Кременець — +37,3° С, місто Бережани — +36,6° С (обидва — серпень 1952).

Найтеплішим на Тернопільщині був 1989, коли середньорічна температура повітря становила +8,9° С. при кліматичній нормі +7,1° С.

### Абсолютний мінімум температур
Абсолютний мінімум температур для метеостанцій Тернопільської області зафіксований до 1944:
- село Білокриниця Кременецького району — –36° С,
- місто Тернопіль — –34° С,
- місто Бережани — –33° С.

Згодом найнижча температура була зафіксована:
- село Білокриниця Кременецького району — –30,9° С (1949–1950), –31,6° С (1986–1987),
- місто Бережани — –30,5° С (1962–1963),
- місто Чортків — –31,6° С (1962—1963).

Найхолоднішим був 1980 із середньорічною температурою +5,7° С.

### Агрокліматичне районування
Тернопільщина належить до вологої, помірно теплої зони: основна частина території — до підзони достатнього зволоження ґрунту (гідротермічний коефіцієнт — 2,0-1,3, сума температур — 2400—2600° С); пд. ч. (Борщівський і Заліщицький райони) — до Передкарпатського вологого, теплого району (гідротермічний коефіцієнт — 1,6-1,3, сума температур — 2400—2600° С).

## Гідрологія

### Річки
Територією Тернопільської області протікає понад 2400 річок і потічків, 120 із них мають довжину понад 10 км.
| №  | Назва        | Впадає у   | права чи ліва притока | довжина (у межах області), км | площа басейну, км² |
| -- | ------------ | ---------- | --------------------- | ----------------------------- | ------------------ |
| 1  | Дністер      | Чорне море |                       | 215                           |                    |
| 2  | Бариш        | Дністер    | ліва                  | 38                            | 186                |
| 3  | Висушка      | Стрипа     | ліва                  | 32                            | 187                |
| 4  | Вільховець   | Стрипа     | ліва                  | 38                            | 173                |
| 5  | Гнила        | Збруч      | права                 | 58                            | 772                |
| 6  | Гніздечна    | Гнізна     | права                 | 39                            | 264                |
| 7  | Гнізна       | Серет      | ліва                  | 34                            | 1110               |
| 8  | Гнізна Гнила | Гнізна     | ліва                  | 36                            | 410                |
| 9  | Джурин       | Дністер    | ліва                  | 51                            | 300                |
| 10 | Дупла        | Серет      | права                 | 44                            | 229                |
| 11 | Золота Липа  | Дністер    | ліва                  | 85                            | 1310               |
| 12 | Збруч        | Дністер    | ліва                  | 244                           | 3955               |
| 13 | Коропець     | Дністер    | ліва                  | 78                            | 511                |
| 14 | Нічлава      | Дністер    | ліва                  | 83                            | 871                |
| 15 | Серет        | Дністер    | ліва                  | 218                           | 3900               |
| 16 | Стрипа       | Дністер    | ліва                  | 135                           | 1610               |
| 17 | Стрілка      | Нічлава    | права                 | 38                            | 209                |
| 18 | Тайна        | Гнила      | права                 | 45                            | 327                |
| 19 | Вілія        | Горинь     | ліва                  | 32                            | 745                |
| 20 | Горинь       | Прип'ять   | права                 | 50                            | 995                |
| 21 | Жердь        | Жирак      | права                 | 41                            | 139                |
| 22 | Жирак        | Горинь     | права                 | 30                            | 561                |
| 23 | Іква         | Стир       | права                 | 40                            | 354                |

Річки Тернопільщини належать до басейнів:
- Дністра (Золота Липа, Коропець, Стрипа, Джурин, Серет, Нічлава, Збруч), у кількісному співвідношенні 4/5 річок.
- Прип'яті (Горинь, Іква, Вілія), у кількісному співвідношенні 1/5 річок.

Річки басейну Дністра мають глибоко врізані річкові долини, а річки басейну Прип'яті — широкі та заболочені долини.
Живлення річок. Річки області мають змішаний тип живлення: при таненні снігу вони поповнюються талими водами, у теплий період року — дощовими, упродовж року — підземними водами. При цьому атмосферні опади складають близько 70 %, а підземні води — 30 % загального стоку.
Режим річок. Найвищий рівень води в ріках Тернопільщини спостерігається у березні-квітні, коли тане сніг, а також у першій половині літа, коли часто випадають дощі. Найнижчий — у серпні-вересні і у грудні-лютому, коли випадає незначна кількість опадів.
Кригою річки області вкриваються, в середньому, на 60-65 днів (найчастіше — з другої декади грудня до першої декади березня).

### Водоспади
Найбільшим водоспадом області є Червоногородський, висотою 16 м на річці Джурин, притоці Дністра, у Заліщицькому районі.

### Озера і стави
У Тернополі розташована штучна водойма — Тернопільський став.

### Геологічні утворення
- Криницький хребет

## Рослинність
У Тернопільській області росте близько 1200 видів вищих спорових і насінних рослин. Рослинний світ краю відноситься до двох основних видів: лісової і степової рослинності.

### Ліси
Упродовж останніх десятиліть продовжувалося скорочення площ лісових масивів.
Через вирубування цінних порід дерев відбувається зміна видового складу лісів: зі зменшенням частки дуба і бука зростає частка граба, осики, берези тощо. У наш час найважливішими лісотвірними породами на Тернопільщині є:
- дуб — 50 %
- граб — 18 %
- сосна — 8,8 %
- ялина — 6,5 % лісового фонду.

Доповнюють його бук, ясен, береза, осика, тополя, вільха, клен, модрина та інші.
Найбільші площі лісових масивів розташовані у західній частині області. Дещо менше — на півночі (особливо у Кременецьких горах). Значні лісові масиви є в долинах Серету, Збруча і Стрипи.
Майже всі ділянки, які вкриті лісом, займають широколистяні ліси: грабові, грабово-дубові, букові та інші.
Грабові і дубово-грабові ліси поширені у Придністров'ї, на Тернопільському плато, на півночі Товтрового кряжу, у Кременецьких горах. Крім граба, у цих лісах ростуть дуб, ясен, береза, осика, бук, а в підліску — ліщина, горобина тощо.
Букові, дубові та грабово-букові ліси найбільше поширені на Бережанщині. Також у інших районах: Опіллі, Придністров'ї, Тернопільському плато, Медоборах. У букових лісах ростуть також граб, явір, липа, а в підліску — ліщина, калина, терен, глід та інші.
Мішані (переважно дубово-соснові) ліси поширені на території Малого Полісся. В їх підліску росте крушина, ліщина, калина.
У долинах річок Вілії, Ікви, Горині зустрічаються заплавні ліси, деревостій яких складається з вільхи, дуба, в'яза, осокора, клена та інших порід.
Крім зазначених лісів, лісовий вид ролинності Тернопільської області доповнений ще штучними насадженнями: лісосмугами (навколо міст, уздовж автошляхів та залізниць), лісопарками, дендропарками, скверами тощо.

### Степи
Степова рослинність у природному вигляді на території Тернопільської області не збереглася. Під впливом діяльності людини майже всі степи розорані. Нерозорані ділянки ж зазнали техногенних змін. Їх ще можна зустріти на крутих схилах горбів, балок, у заплавах річок. Найбільше таких ділянок у Придністров'ї, Медоборах та Кременецьких горах. Серед степового різнотрав'я найпоширенішими тут є ковила, тонконіг, костриця, пирій, бородач, типчак, чебрець. Серед чагарникових формацій зустрічається терен, глід, кизил, таволга, барбарис.

### Луки
Лучна рослинність поширена на нерозораних ділянках у долинах річок. Тут проростають: костриця, тонконіг, мітлиця, осока, пирій, біловус, купичник, конюшина, тимофіївка, стоколос та інші.
На Тернопільщині зустрічаються як ендемічні, так і реліктові види рослин. До ендеміків належать шавлія кременецька, шиверекія подільська, тонконіг різнобарвний та інші. Із рослин-реліктів зустрічаються брусниця карликова, молочай багатобарвний, осока біла, осока низька, хвощ великий тощо.

### Червона книга України
Близько сотні представників рослинного світу Тернопільської області занесено до «Червоної книги України», серед них — білоцвіт весняний, зозулині черевички, сон великий, шавлія кременецька та ряд інших

## Тварини
Тваринний світ Тернопільської області представлений лісовими та степовими видами. В області зареєстровано 412 видів хребетних, які належать до 242 родів, 97 родин, 37 рядів і 6 класів. Окремі класи нараховують: круглороті — 1 вид, риби — 45, земноводні — 11, плазуни — 10, птахи — 283, ссавці — 62.

### Звірі
Поліські види тварин поширені в північній частині області. Серед них: заєць-русак, лисиця, тхір темний, вепр, куниця, сарна європейська, їжак, вовк.
У середній та південній частині області живуть як степові види, так і представники тваринного світу Карпат: заєць-русак, вивірка, лисиця, тхір, сарна європейська, олень, рись, горностай, вепр, кріт, їжак, полівка сіра, полівка степова, миша, ласка.
У багатьох водоймах живуть ондатри, видри та деякі хутрові звірі.

### Птахи
Поліські види птахів: тетерук, орябок, горлиця, канюк, лелека білий, дятел, грак, сорока звичайна, шпак, ворона сіра.

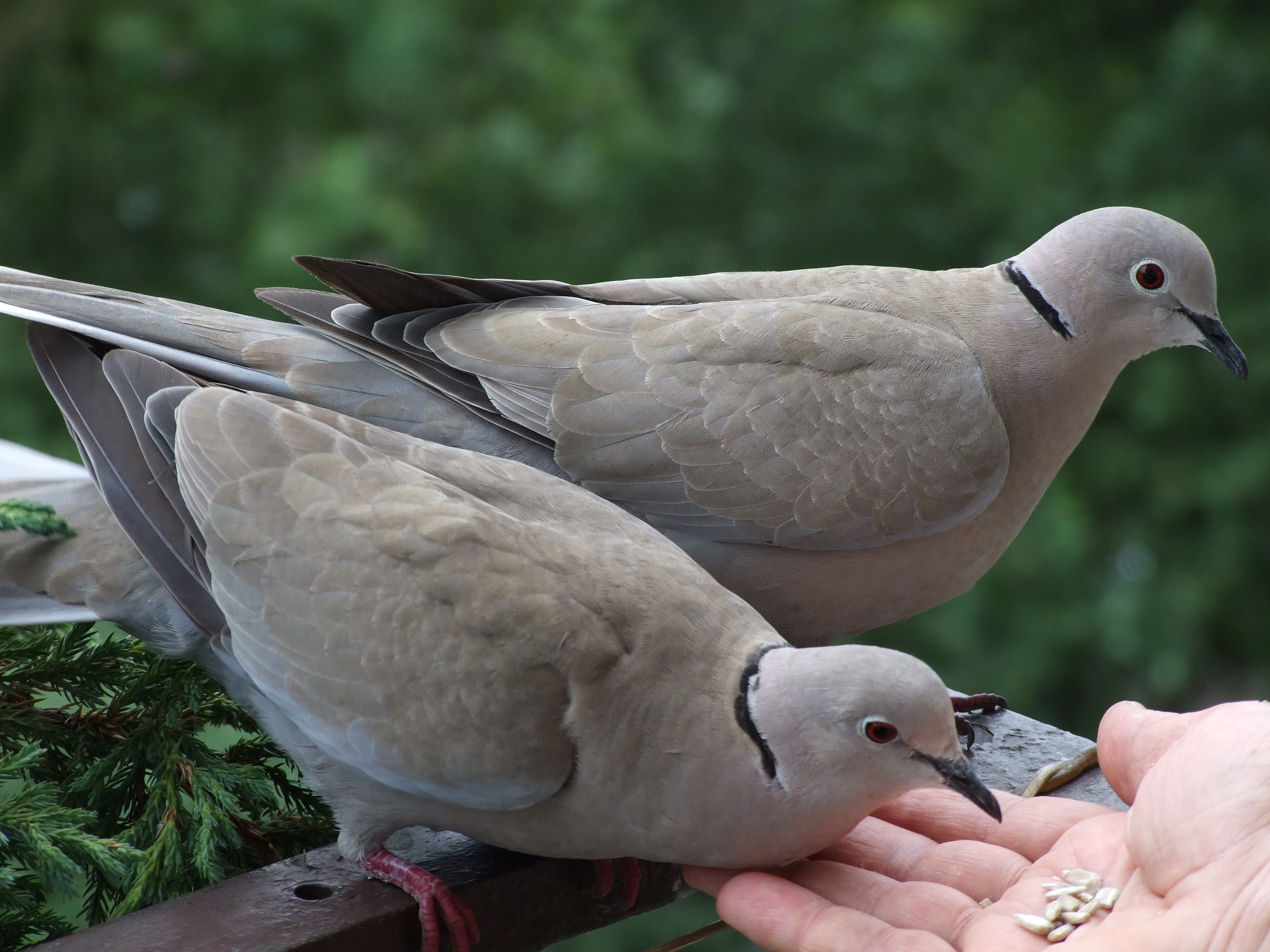
Горлиці
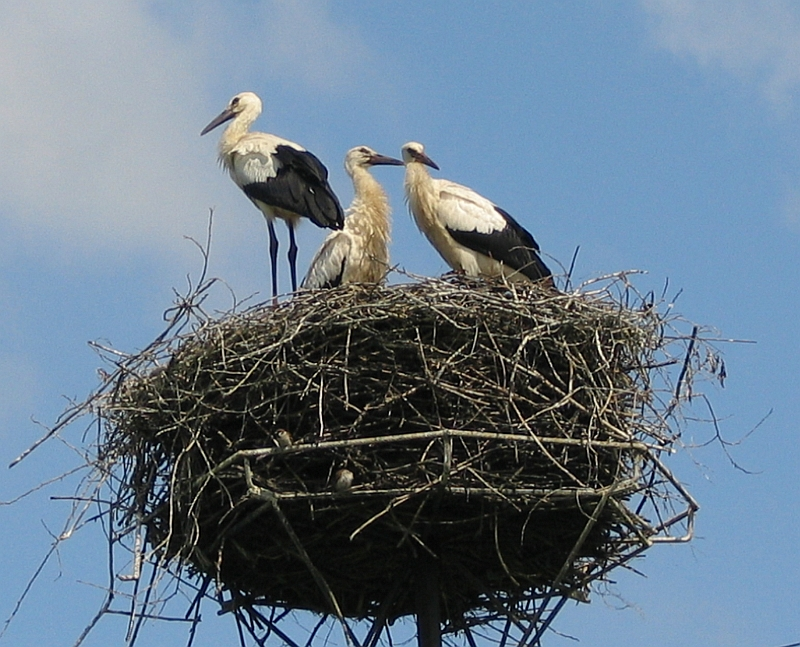
Лелека білий
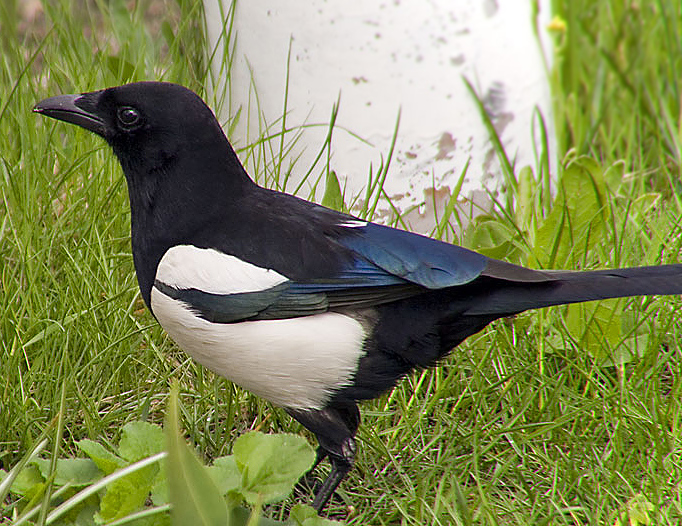
Сорока звичайна
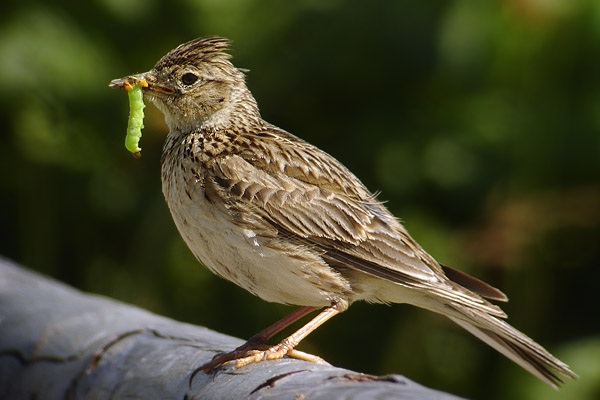
Польовий жайворонок
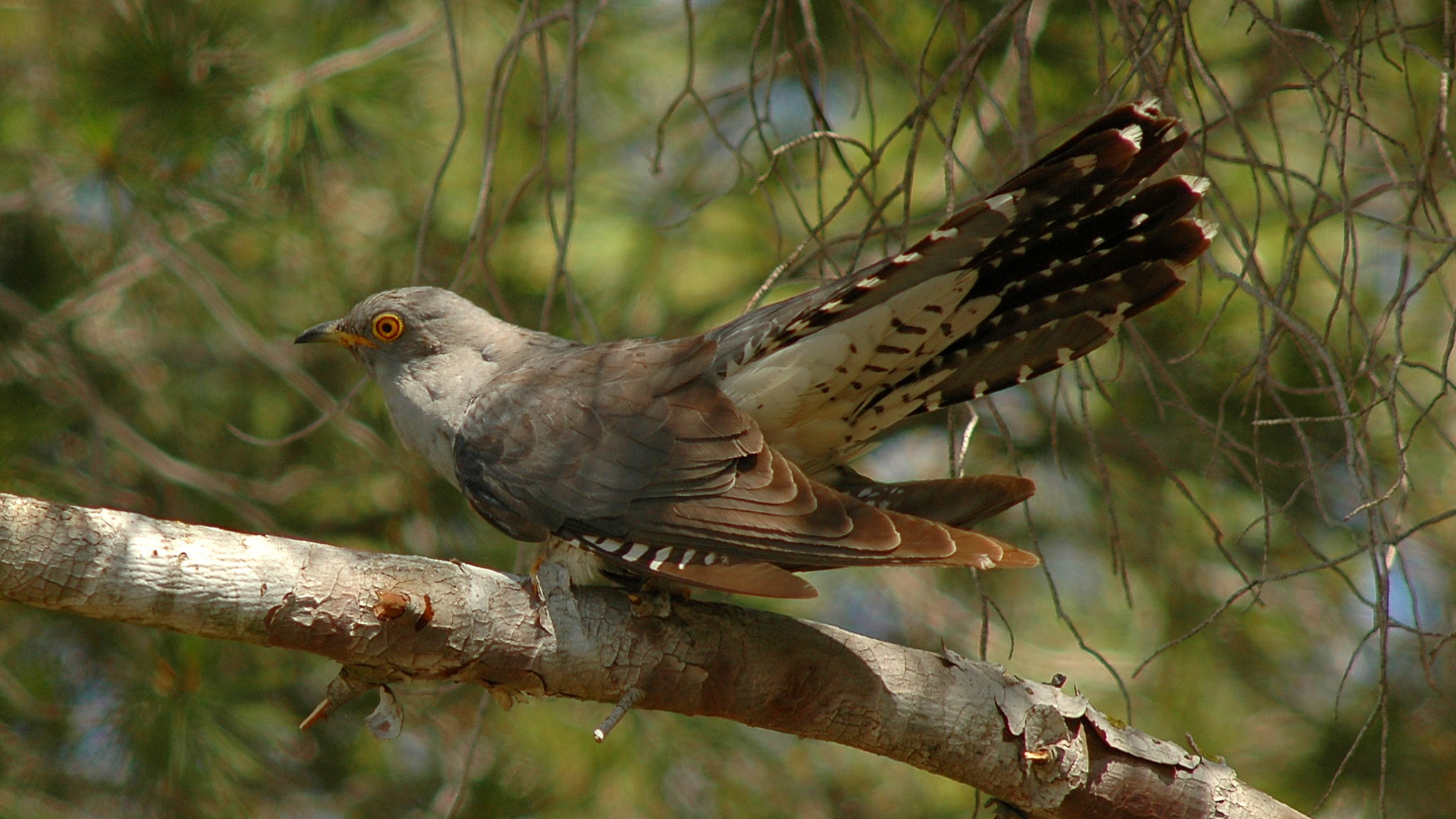
Зозуля звичайна

Серед характерних птахів центральної та південної частини: синиця, горобець, дрізд, сойка, грак, галка, сорока, шпак, жайворонок польовий, перепілка, ластівка, стриж, сич, сова, зозуля звичайна, горлиця, канюк.

### Земноводні і плазуни
Серед земноводних і плазунів найпоширенішими є: жаба, ропуха сіра, квакша, тритон, ящірка, черепаха болотяна.
Водиться 4 види змій: гадюка звичайна, мідянка, полоз лісовий, вуж.
У багатьох водоймах на плесі скупчуються дикі водоплавні птахи: чайки, качки-крижні, дикі гуси тощо.

### Риби
Із риб у річках і ставках області водяться: карасі, коропи, в'юни, окуні, лящі, лини, щуки, соми, пучкурі, краснопірки та інші. 

### Рідкісні види
До ендемічних видів тварин належать мала кутора, подільський кріт, плямистий ховрах, чагарникова полівка.
До «Червоної книги України» занесені: із ссавців — кіт лісовий, горностай, борсук, тхір степовий, рись, видра річкова, кутора мала та інші. З птахів — беркут, лелека чорний, шуліка рудий, орлан-білохвіст, скопа, змієїд, пугач та інші. З плазунів — мідянка, полоз лісовий та інші. З риб — стерлядь, вирезуб.

## Природні ресурси
Основу мінеральних ресурсів області становлять нерудні корисні копалини, зокрема природні будівельні матеріали, яких розвідано близько 300 родовищ.
У західній частині області розвідані потужні запаси мергелю (товщина пластів 18-30 м, глибина залягання 15-20 м), який вважається високоякісною сировиною для виробництва цементу. Промислове використання мергелю в області незначне.
Практично в усіх частинах області знаходяться родовища вапняків (відомо близько 100 їх родовищ), а так звані рифові вапняки, поклади яких поширені в районах Товтрової гряди, через високий вміст кальцію є унікальними в світі. Вапняки використовуються, в основному, для випалювання вапна, виготовлення щебеню, бутового каменю, в цукровій промисловості, в дорожньому, житловому та промисловому будівництві.
Значні поклади глини і суглинків (понад 100 родовищ, глибина залягання шарів не перевищує 7 м) є доброю сировинною базою для цегельно-черепичного виробництва. У північній та центральній частинах області є також поклади гончарних та вогнетривких глин, які використовуються для виробництва кахлю та гончарного посуду.
В області наявні великі запаси будівельного каменю, доломітів і пісковиків. Останні мають плитчасту будову і широко використовуються для виготовлення якісної бруківки і як облицювальний матеріал.
У західній, північній та центральній частинах області є значні поклади будівельного піску. Знайдено також родовища кварцово-глауконітових пісків, які є сировиною для виробництва скла.
Поклади крейди, які є на Тернопільщині, вважаються досить рідкісними (в Україні 3 родовища). Вони залягають близько до поверхні (до 10 м) і мають значну товщину, що дозволяє вести видобуток відкритим способом. Крейда використовується у виробництві комбікормів, для вапнування ґрунтів, виготовлення крейдових олівців, паперу, у лакофарбовій та фармацевтичній промисловості.
Потенційні запаси гіпсу на території області оцінюються десятками мільйонів тон. Загалом відомо понад 20 родовищ, товщина пластів досягає 20-25 м. За умовами залягання і запасами розробка цих родовищ можлива в значних масштабах і протягом тривалого часу. Використовується гіпс в сільському господарстві для гіпсування ґрунтів, у медицині, паперовій, хімічній і цементній галузях промисловості. Однак, незважаючи на значні поклади в області, гіпс ще надто мало видобувається і використовується у виробництві.
Промислове значення мають поклади торфу в Тернопільській області. Відомо близько 50 родовищ, загальні запаси торфу в яких складають близько 7,7 млн тонн.
Із нерудних корисних копалин на території області в незначній кількості зустрічаються фосфорити, які можна використовувати як мінеральне добриво, та бентонітові глини високої якості, що використовуються як адсорбційний матеріал.

## Топоніміка

### Природна
- Населені пункти, назви яких пов'язані з рослинами: Бересток, Велика і Мала Березовиця, Великі і Малі Бірки, Вербів, Вільховець, Гарбузів, Грабівці, Дубівці, Оріховець, Соснів, Яблунів.
- Населені пункти, назви яких пов'язані з тваринами: Білка, Борсуки, Вовчківці, Зозулинці, Зубрець, Комарівка, Коропець, Кунин, Курники, Лисичинці, Лисичники, Лосяч, Медведівці, Оленівка, Сокілець, Соколів, Турівка, Яструбове та інші.
- Населені пункти, назви яких пов'язані з геоморфологічною будовою і корисними копалинами: Глиниці, Глиниця, Голігради, Залізці, Кам'янки, Кременець, Печірна, Піщане, Скала-Подільська, Скалат, Солоне та інші
- Населені пункти, назви яких пов'язані з ландшафтами: Горигляди, Жолоби, Загір'я, Крутилів, Нагірянка, Плоске, Стінка, Чортория

### Соціальна і господарська
На Тернопільщині дуже багато назв давнього минулого: Городище, Дзвенигород, Дуліби, Литвинів, Москалівка, Русилів, Скоморохи, Татаринці, Угорськ, Угринь, Чехів, Язловець і т. д.
Із господарською діяльністю людини пов'язані назви: Бондарівка, Гута, Ковалівка, Конюхи, Медин, Млинівці, Пасічне, Рудки, Скорики, Скородинці, Смолянка, Токи та інші.
Багато назв започатковано від власних імен: Денисів, Йосипівка, Катеринівка, Максимівка, Мар'янівка, Миколаївка, Микулинці, Настасів, Олексинці, Остап'є, Пилипче, Романівка, Романове Село, Якимівці.
На Тернопільщині багато колоритних ліричних назв: Більче-Золоте, Воля, Добривода, Добропілля, Золотий Потік, Золотники, Іване-Золоте, Коханівка, Красне, Ласківці, Нараїв, Рай, Райгород (Вишгородок), Різдвяни, Соколів, Щаснівка та інші.